# The 800
The 800 (Originaltitel: chinesisch 八佰, Pinyin Bābǎi – „acht Hundert“, internationaler Titel auch: The Eight Hundred) ist ein Historienfilm und Kriegsfilm des chinesischen Regisseurs Guan Hu. Der Film thematisiert den Kampf um das Sihang-Lagerhaus während der Schlacht von Shanghai. The Eight Hundred ist der Film mit den weltweit höchsten Einnahmen des Filmjahres 2020.

## Handlung
Oktober 1937. In den ersten Monaten des Zweiten Japanisch-Chinesischen Kriegs verlagern sich die Kämpfe nach Shanghai, eine Stadt, in der ausländische Kolonialmächte eine Hoheit über einzelne Stadtviertel (Konzessionen) haben, die von japanischen Bomberpiloten der kaiserlich japanischen Armee weitgehend verschont werden und chinesischen Flüchtlingen als Zuflucht dienen. In Shanghai können unter anderem die ausländischen Shanghailänder das Kriegsgeschehen in den umkämpften chinesischen Stadtteilen aus sicherer Entfernung von den Konzessionen aus beobachten, weil unter anderem natürliche Begrenzungen, wie der Fluss Suzhou, für Abstände zwischen den Stadtteilen sorgen.
Nachdem die Nationalrevolutionäre Armee (NRA) in der Schlacht von Shanghai mehr als drei Monate lang der japanischen Armee standhielt, erleidet sie derart schwere Verluste, dass sie sich mangels Reserve zurückzieht, da die Gefahr besteht, eingekreist zu werden. Um einen erfolgreichen Rückzug zu gewährleisten, führt Oberstleutnant Xie Jinyuan auf Befehl von Chiang Kai-shek (dem Präsidenten der gleichzeitig im chinesischen Bürgerkrieg stehenden Republik China) 452 Soldaten der 88. Division der NRA zum Sihang-Lagerhaus – und dort in einen Kampf gegen die 20.000 Mann umfassende japanische 3. Division.
Um die Moral innerhalb der Bevölkerung zu stärken, teilt der Befehlshaber der Verteidigungskräfte, Xie Jinyuan, den Bürgern außerhalb des Lagers wahrheitswidrig mit, dass 800 Soldaten das Lager verteidigen.

## Produktion
The Eight Hundred ist der erste asiatische Film, der vollständig mit für IMAX entwickelten Kameras gedreht wurde. Huayi Brothers, Alibaba Pictures, Tencent Pictures und Beijing Enlight Media waren an der Produktion beteiligt.
In Suzhou wurden für die Filmkulisse 68 Gebäude auf einer Fläche von 133.333 Quadratmetern gebaut. Die Produktionskosten betrugen 550 Millionen Yuan (umgerechnet 80 Millionen US-Dollar).
Die Dreharbeiten liefen vom 9. September 2017 bis zum 27. April 2018. An der Produktion des Films waren über 1.500 Personen direkt und indirekt beteiligt.

### Verzögerte Veröffentlichung infolge von Zensur
Im Juni 2019, wenige Tage vor dem Shanghai International Film Festival, bei dem die Uraufführung des Films geplant war, wurde der Film aus dem Programm des Festivals genommen und Werbeveranstaltungen zu dem Film abgesagt. Zuvor hatte die Red Culture Research Association über den Film diskutiert. Laut Berichten wurde in der Diskussion eine übertriebene Darstellung der Flagge der Republik China festgestellt. Außerdem sei in der Diskussionsrunde die Darstellung von Chiang Kai-shek, der Kuomintang-Partei und der Nationalen Revolutionsarmee als verherrlichend und geschichtsverfälschend bezeichnet worden. Zu den Diskussionsteilnehmern gehörten laut Berichten Forscher, Kritiker und ein ehemaliger Propagandabeamter des Generalstabs der Volksbefreiungsarmee. Jia Zhangke, ein chinesischer Filmemacher, kritisierte öffentlich die Entscheidung über den kurzfristigen Rückzug.
Als neues Erscheinungsdatum wurde der 5. Juli 2019 angegeben, ehe die Veröffentlichung in das Jahr 2020 verschoben wurde. Am 21. August 2020 wurde der Film schließlich in einer um 13 Minuten gekürzten Fassung in China veröffentlicht. Noch im selben Jahr erschien der Film unter anderem in Australien, Südkorea, Neuseeland, Großbritannien und der Türkei. Die internationale Distribution übernahm das börsennotierte Unternehmen China Media Capital. Am 11. Februar 2021 erschien der Film per Video on Demand in Deutschland.

## Soundtrack
Der Titelsong Remembering (苏州河 Sūzhōu hé) des Soundtracks basiert auf der Melodie von Londonderry Air und wird von Andrea Bocelli und Na Ying gesungen. Der Soundtrack umfasst sowohl eine englische als auch eine mandarinische Version des Titelsongs. Andrew Kawczynski und Rupert Gregson-Williams waren als Komponisten für den Soundtrack des Films verantwortlich.

## Rezeption

### Einspielergebnis
Entgegen dem Trend, wonach Filmveröffentlichungen im Jahr 2020 aufgrund der COVID-19-Pandemie keine hohen Einnahmen generierten, wurde The Eight Hundred zum weltweit kommerziell erfolgreichsten Film des Jahres 2020.
In der Woche vor der offiziellen Veröffentlichung am 21. August 2020 spielte der Film durch Previews umgerechnet 16,8 Millionen US-Dollar ein. An einem Freitag veröffentlicht, spielte der Film mit dem Eröffnungswochenende insgesamt umgerechnet 83 Millionen US-Dollar ein (Previews nicht eingerechnet).

### Bewertungen und Filmkritik
Auf Rotten Tomatoes erhielt der Film bei 25 Rezensionen eine Zustimmungsrate von 88 %. Auf Metacritic erhielt der Film bei sieben Bewertungen im Schnitt 64 von 100 möglichen Punkten. Auf Douban, dem chinesischen Äquivalent zu Rotten Tomatoes, erhielt der Film 8.3 von 10 Punkten.
Die Variety beschrieb den Film als „monumental, wenn auch manchmal unhandlich“ und verglich The 800 mit dem 2017 erschienenen Film Dunkirk, da die Saga „ähnliche Gefühle von Überleben, Mut und Triumph in der Niederlage“ teile.
The Guardian lobte den Film als einen „atemberaubenden Kampf um das chinesische Alamo“ sowie den Regisseur Guan, der „mit den Spezialeffekten … Kampfszenen und Kampfsequenzen im blitzschnellen Tempo eines Superheldenfilms liefert“. Der Guardian stellte für sich fest, dass „mit so viel intensivem Fokus auf die Handlung, wenig Aufmerksamkeit übrig bleibe, für das emotionale Leben der Charaktere, und es daher schwer sei, sich darum zu scheren, wer lebt oder stirbt.“
Die Los Angeles Times kritisierte die Charakterentwicklung des Films: „Leider überspringt Achthundert den gesamten Teil der Charakterentwicklung, zusammen mit der Logik vieler Entscheidungen und Szenen“.
Hanns-Georg Rodek (Die Welt) sieht im hurrapatriotischen Vokabular der Dialoge „unverdünnte Staatspropaganda“ und hält The 800 für ein Produkt des regimeseitig gezielt geschürten chinesischen Patriotismus an der Grenze zum Chauvinismus. Der Film sei „primär eine innerchinesische Angelegenheit, die ihre Zuschauer hinter der ‚China First‘-Politik der Kommunistischen Partei vereinen soll“. Darüber hinaus biete er „ein grandioses Spektakel für die große Leinwand“, das „in Deutschland aber nur als Abrufvideo zu sehen“ ist. Spezialeffekte und Kampfchoreografie könnten es „mit Hollywood problemlos aufnehmen“, und die Dramaturgie folge den „gleichen Mechanismen, die wir 50 Jahre in US-Kriegsfilmen gesehen haben“. Nur „die politische Indoktrination samt ihren holzschnittartigen Charakteren und formelhaften Botschaften“ hindern Chinas Filmindustrie Rodek zufolge noch daran, die Schwelle zu globalen Erfolgen zu überschreiten.

### Auszeichnungen
Golden Reel Awards 2021
- Auszeichnung für den Besten Tonschnitt in einem fremdsprachigen Film[26]

VES Awards 2021
- Nominierung für die Beste animierte Umgebung in einem Realfilm („1937 Shanghai Downtown“)
- Nominierung für die Beste animierte Umgebung in einem Realfilm („Shanghai Warehouse District“)[27]